# Zeitschrift für Vergleichende Politikwissenschaft
Die Zeitschrift für Vergleichende Politikwissenschaft (ZfVP) ist eine deutschsprachige politikwissenschaftliche Fachzeitschrift, die überwiegend Beiträge zum politikwissenschaftlichen Systemvergleich beinhaltet. Die Zeitschrift erscheint seit 2007 im Fachverlag Springer VS. Die zur Veröffentlichung eingereichten Aufsätze durchlaufen ein Peer-Review-Verfahren.
Herausgeber der Zeitschrift ist der „Arbeitskreis Demokratieforschung“ der Deutschen Vereinigung für Politische Wissenschaft (DVPW), vertreten durch Hans-Joachim Lauth, Marianne Kneuer und Gert Pickel. Die Redaktion setzt sich zusammen aus Hans-Joachim Lauth (Universität Würzburg), Matthijs Bogaards (Jacobs University Bremen), Stephan Bröchler (Universität Würzburg), Marianne Kneuer (Universität Hildesheim), Gert Pickel (Universität Leipzig) und Susanne Pickel (Universität Duisburg-Essen). Sitz der Redaktion ist Würzburg.